# Come in uno specchio
Come in uno specchio (Såsom i en spegel) è un film del 1961 scritto e diretto da Ingmar Bergman, vincitore dell'Oscar al miglior film straniero.
Il titolo del film è preso da un verso della Prima lettera ai Corinzi, dove Paolo di Tarso dice: «Adesso noi vediamo come in uno specchio, in maniera confusa; allora vedremo faccia a faccia» (Capitolo 13, Verso 12).
La pellicola inaugura la cosiddetta trilogia "religiosa" di Bergman, dove il regista si addentra in profondità nei meandri del "problema religioso". La trilogia, composta oltre che dal film in oggetto da Luci d'inverno e da Il silenzio, sarà completata nel breve arco di due anni, ma resterà parte fondamentale del "corpus" dell'opera bergmaniana.

## Trama
Una famiglia è in vacanza sull'isola di Fårö (situata nel Baltico, a nord-est di Gotland): si tratta di due sposi, Martin e Karin, del giovane Minus, fratello di Karin, e del padre dei due, David. La ragazza è appena uscita da un ospedale psichiatrico, e il padre riesce a vedere nella sua malattia soprattutto uno spunto letterario per il suo lavoro di scrittore. Il marito di Karin è un medico dal temperamento razionale, che non si accorge delle attenzioni morbose della moglie verso il giovane Minus, al quale la donna confida le proprie allucinazioni a sfondo mistico-religioso. Ogni personaggio legge nell'animo degli altri ("come in uno specchio") la realtà del disagio, dell'incomprensione e del proprio male di vivere. Con il proseguire della storia, i protagonisti vengono messi a confronto con dilemmi metafisici quali lo scopo della malattia, il ruolo della famiglia, il senso dell'arte, la ricerca dell'infinito e la presenza/assenza di Dio.
Una sera Karin, ridestatasi nel cuore della notte, frugando tra le carte del padre ne trova il diario. Leggendolo, scopre amaramente di essere per il padre un mero oggetto di studio professionale, che ne descrive freddamente e con distacco il progredire della malattia mentale per trasporla in un suo romanzo. La donna sveglia il marito e in lacrime gli confida la scoperta. Martin cerca di rassicurarla dicendole che la ama. David e Martin partono per una gita in barca, mentre Karin, rimasta sola con il fratello, prima lo umilia sequestrandogli una rivista pornografica, poi lo interroga in latino; infine gli racconta le sue allucinazioni e gli rivela di non essere quasi più innamorata del marito. Nel frattempo, in barca, Martin e David hanno una discussione circa lo stato di salute di Karin. Martin rimprovera a David la sua insensibilità verso la figlia, e quest'ultimo ammette di essere ormai così "straniato" da essere stato sull'orlo del suicidio poco tempo prima mentre soggiornava in Svizzera.
All'interno di un relitto sulla spiaggia, Karin abbraccia incestuosamente il fratello, per poi avere un attacco del suo male. Ristabilitasi dalla crisi, Karin dichiara di voler tornare in clinica e di non voler essere curata. Il padre le chiede perdono per l'egoismo mostrato nei suoi confronti e per il tempo sprecato dietro alla sua "cosiddetta arte". Karin prepara le valigie in attesa dell'ambulanza che la riporterà in ospedale, poi sale in solaio, dove si mette a parlare da sola, fino a quando urla di terrore, in preda a una crisi psicotica scatenata da una delle sue visioni: Dio le sarebbe apparso sotto forma di un ragno gigantesco, intenzionato a possederla: "Non è riuscito a penetrare in me, così ha strisciato sul mio petto, sul mio viso e se ne è andato su per la parete. Ho visto Dio". Arrivano infine gli infermieri per portare via Karin. Minus nelle scene finali parla con il padre chiedendogli di aiutarlo a superare i sensi di colpa e di angoscia provati per la sorella. David gli risponde in tono afflitto, indicandogli come sostegno la fede in Dio, unico conforto alla miseria e alla disperazione della condizione umana, un Dio che forse è in realtà soltanto l'amore degli uomini tra di loro. Il padre si allontana per preparare da mangiare, e Minus prende coscienza di aver parlato per la prima volta davvero con lui.

## Produzione

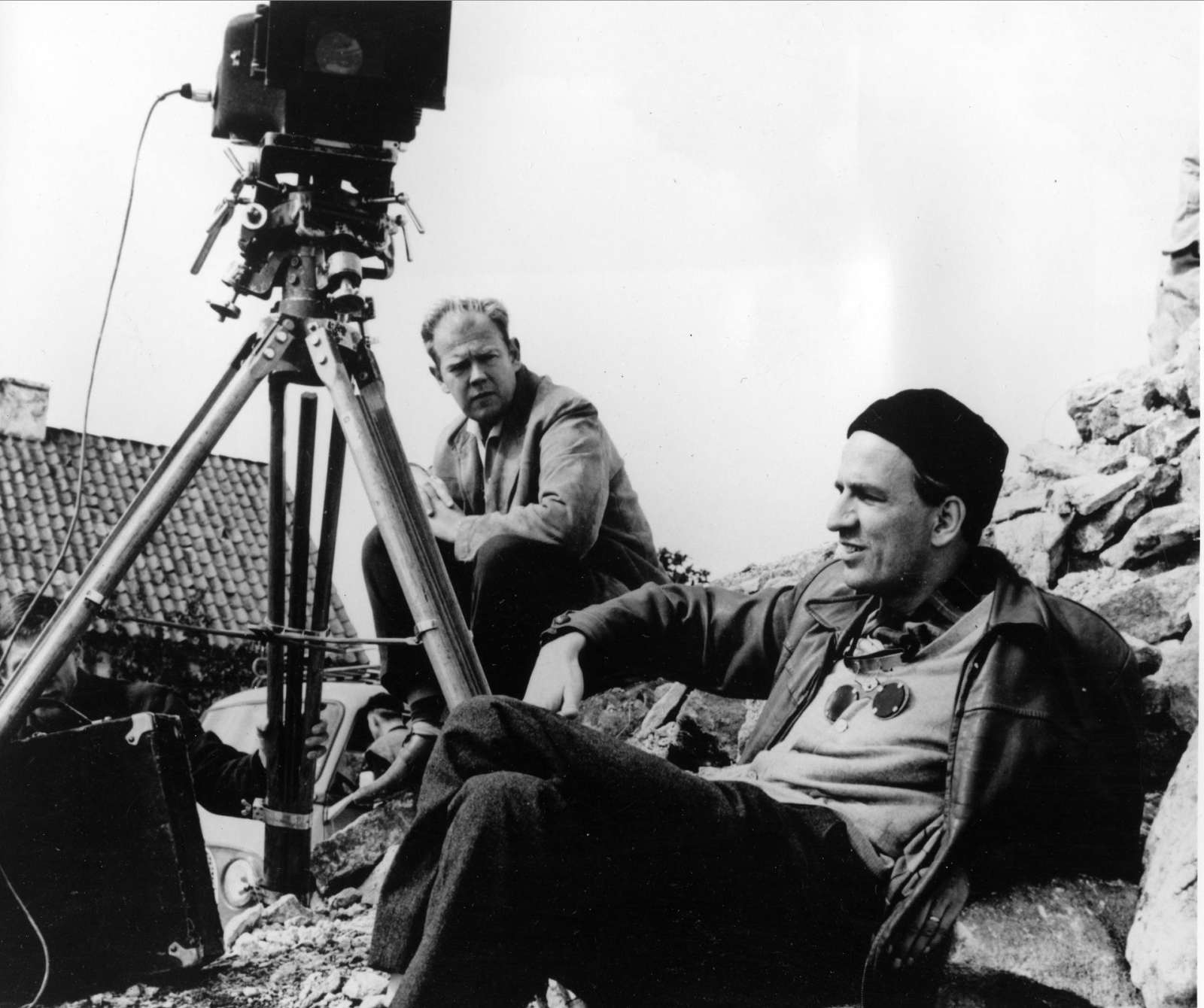
Ingmar Bergman e Sven Nykvist, direttore della fotografia svedese, durante la lavorazione di Come in uno specchio.

Alla fine del 1960 Bergman venne chiamato a lavorare nel Kungliga Dramatiska Teater di Stoccolma, diventandone ben presto il direttore. Circa in quel periodo iniziò a pensare ad un film che nelle sue idee avrebbe dovuto essere "un'opera da camera per il cinema" strutturata alla maniera di un'opera teatrale strindberghiana. Bergman voleva ambientare il film su un'isola e, quando qualcuno gli segnalò la piccola isola di Fårö nel Mar Baltico, andò a visitarla, trovandola perfetta per le riprese, a tal punto che in seguito la scelse come proprio rifugio.

## Stile
Utilizzando in larga parte immagini nere e grigie "alla Dreyer", Bergman accantona ogni effetto che potrebbe distrarre l'attenzione dello spettatore dall'universo interiore dei personaggi che egli vuole illustrare. La drammaticità della situazione emerge dall'interno dei personaggi e non da quanto li circonda. Gli elementi scenografici sono ridotti al minimo, sono eliminati classici espedienti cinematografici come i flashback; il regista ci racconta i sogni e le fantasie dei protagonisti per mezzo delle parole piuttosto che per mezzo delle immagini. Il dialogo assume un'importanza fondamentale nell'economia del racconto. Il realismo rasenta il simbolismo.
Particolare riflessione merita il finale del film, definito da alcuni critici "verboso, didascalico ed enfatico"; dove il personaggio di David, esprimendo il proprio concetto di Dio=Amore, illustra il punto di vista del regista in prima persona. Ma non è un punto di vista "assoluto", in quanto Bergman non vuol convincere o convertire nessuno. Vuole semplicemente portare il pubblico a riflettere. Quella suggerita dal regista è una soluzione "personale" al problema esistenziale, ma non è l'unica né tantomeno quella definitiva o veritiera. In ogni caso il film è stato anche interpretato rispetto alla visione bergmaniana sui limiti dell'arte: David vede "oscuramente", cioè come in uno specchio, la tragedia della figlia Karin perché forse la "filtra" esteticamente, senza comprenderne così la pienezza.

## Critica
(Giovanni Grazzini)

## Riconoscimenti
- Vincitore premio Oscar al miglior film straniero nel 1961.
- Presentato al Festival internazionale del cinema di Berlino nel 1962, il film si è aggiudicato il premio O.C.I.C.
- Nel 1962 il National Board of Review of Motion Pictures l'ha inserito nella lista dei migliori film stranieri dell'anno.